# Evarcha pseudopococki
Evarcha pseudopococki är en spindelart som beskrevs av Peng X., Xie L., Kim 1993. Evarcha pseudopococki ingår i släktet Evarcha och familjen hoppspindlar. Inga underarter finns listade i Catalogue of Life.